# Campeonato Brasileiro de Clubes de Futebol de Areia de 2012
O Campeonato Brasileiro de Clubes de Futebol de Areia de 2012 foi a primeira edição deste torneio clubes de futebol de areia do Brasil. A disputa ocorreu na Arena Guarapiranga, em São Paulo.
O Corinthians sagrou-se o primeiro campeão da competição.

## Fórmula de disputa
As doze equipes foram divididas em três grupos de quatro equipes, onde o primeiro de cada grupo e o melhor segundo colocado na primeira fase classificaram-se às semifinais. Os vencedores das semifinais disputam a final.

## Participantes
| Grupo A                           | Grupo B                               | Grupo C                                    |
| --------------------------------- | ------------------------------------- | ------------------------------------------ |
| São Paulo Vasco Flamengo Cruzeiro | Corinthians Botafogo Portuguesa Sport | Santos Palmeiras ASA Arapiraca Atlético-PR |

## Fase de grupos
|  | Equipes classificadas às semi-finais |
|  | Equipes eliminadas                   |

### Grupo A
| Time      | P | J | V | V+ | D | GP | GC | SG |
| --------- | - | - | - | -- | - | -- | -- | -- |
| Cruzeiro  | 6 | 3 | 2 | 0  | 1 | 16 | 12 | +4 |
| São Paulo | 6 | 3 | 2 | 0  | 1 | 14 | 16 | –2 |
| Vasco     | 3 | 3 | 1 | 0  | 2 | 8  | 8  | 0  |
| Flamengo  | 2 | 3 | 0 | 1  | 2 | 11 | 13 | –2 |

| 21 de março | Cruzeiro | 7 – 3 | São Paulo | Arena Guarapiranga, São Paulo |
| 12:30       |          |       |           |                               |

| 21 de março | Flamengo | 1 – 0 (pro) | Vasco | Arena Guarapiranga, São Paulo |
| 15:00       |          |             |       |                               |

| 22 de março | São Paulo | 6 – 5 | Flamengo | Arena Guarapiranga, São Paulo |
| 11:15       |           |       |          |                               |

| 22 de março | Vasco | 4 – 2 | Cruzeiro | Arena Guarapiranga, São Paulo |
| 15:00       |       |       |          |                               |

| 23 de março | Cruzeiro | 7 – 5 | Flamengo | Arena Guarapiranga, São Paulo |
| 10:00       |          |       |          |                               |

| 23 de março | Vasco | 4 – 5 | São Paulo | Arena Guarapiranga, São Paulo |
| 12:30       |       |       |           |                               |

### Grupo B
| Time        | P | J | V | V+ | D | GP | GC | SG |
| ----------- | - | - | - | -- | - | -- | -- | -- |
| Botafogo    | 8 | 3 | 2 | 1  | 0 | 12 | 3  | +9 |
| Corinthians | 6 | 3 | 2 | 0  | 1 | 16 | 8  | +8 |
| Sport       | 2 | 3 | 0 | 1  | 2 | 13 | 22 | –9 |
| Portuguesa  | 0 | 3 | 0 | 0  | 3 | 9  | 17 | –8 |

| 21 de março | Portuguesa | 0 – 4 | Botafogo | Arena Guarapiranga, São Paulo |
| 11:15       |            |       |          |                               |

| 21 de março | Sport | 4 – 9 | Corinthians | Arena Guarapiranga, São Paulo |
| 16:15       |       |       |             |                               |

| 22 de março | Botafogo | 7 – 3 | Sport | Arena Guarapiranga, São Paulo |
| 10:00       |          |       |       |                               |

| 22 de março | Corinthians | 7 – 3 | Portuguesa | Arena Guarapiranga, São Paulo |
| 16:15       |             |       |            |                               |

| 23 de março | Corinthians | 0 – 1 (pro) | Botafogo | Arena Guarapiranga, São Paulo |
| 13:45       |             |             |          |                               |

| 23 de março | Portuguesa | 6 – 6 (pro) | Sport | Arena Guarapiranga, São Paulo |
| 15:00       |            |             |       |                               |

|  |       | Penalidades |
|  | 0 – 1 |             |

### Grupo C
| Time          | P | J | V | V+ | D | GP | GC | SG |
| ------------- | - | - | - | -- | - | -- | -- | -- |
| Santos        | 9 | 3 | 3 | 0  | 0 | 20 | 11 | +9 |
| Atlético-PR   | 5 | 3 | 1 | 1  | 1 | 19 | 20 | –1 |
| ASA Arapiraca | 3 | 3 | 1 | 0  | 2 | 17 | 19 | –2 |
| Palmeiras     | 0 | 3 | 0 | 0  | 3 | 12 | 19 | –7 |

| 21 de março | Atlético-PR | 8 – 7 | Palmeiras | Arena Guarapiranga, São Paulo |
| 10:00       |             |       |           |                               |

| 21 de março | ASA Arapiraca | 5 – 8 | Santos | Arena Guarapiranga, São Paulo |
| 13:45       |               |       |        |                               |

| 22 de março | Santos | 6 – 4 | Atlético-PR | Arena Guarapiranga, São Paulo |
| 12:30       |        |       |             |                               |

| 22 de março | Palmeiras | 3 – 5 | ASA Arapiraca | Arena Guarapiranga, São Paulo |
| 13:45       |           |       |               |                               |

| 23 de março | Atlético-PR | 7 – 7 (pro) | ASA Arapiraca | Arena Guarapiranga, São Paulo |
| 11:15       |             |             |               |                               |

|  |       | Penalidades |
|  | 2 – 1 |             |

| 23 de março | Santos | 6 – 2 | Palmeiras | Arena Guarapiranga, São Paulo |
| 16:15       |        |       |           |                               |

## Fase final
|  | Semifinais  | Semifinais  |   |             | Final          | Final |  |
|  |             |             |   |             |                |       |  |
|  | 24 de março |             |   |             |                |       |  |
|  | Botafogo    | 3           |   |             |                |       |  |
|  | Santos      | 8           |   |             |                |       |  |
|  |             |             |   |             |                |       |  |
|  |             |             |   |             | 25 de março    |       |  |
|  |             |             |   |             | Santos         | 1     |  |
|  |             | Corinthians | 4 |             |                |       |  |
|  |             |             |   |             |                |       |  |
|  |             |             |   |             |                |       |  |
|  |             |             |   |             | Terceiro lugar |       |  |
|  | 24 de março | 24 de março |   | 25 de março | 25 de março    |       |  |
|  | Cruzeiro    | 3           |   | Botafogo    | 5              |       |  |
|  | Corinthians | 6           |   |             | Cruzeiro       | 7     |  |

### Semifinais
| 24 de março | Botafogo | 3 – 8 | Santos | Arena Guarapiranga, São Paulo |
| 11:00       |          |       |        |                               |

| 24 de março | Cruzeiro | 3 – 6 | Corinthians | Arena Guarapiranga, São Paulo |
| 12:30       |          |       |             |                               |

### Disputa pelo 3º lugar
| 25 de março | Botafogo | 5 – 7     | Cruzeiro | Arena Guarapiranga, São Paulo |
| 11:00       |          | Relatório |          |                               |

### Final
| 25 de março | Santos | 1 – 4     | Corinthians | Arena Guarapiranga, São Paulo |
| 12:30       |        | Relatório |             |                               |

## Premiações
| Campeonato Brasileiro de Clubes de Futebol de Areia 2012 |
| -------------------------------------------------------- |
| Corinthians Campeão (1º título)                          |

### Prêmios individuais
| Melhor Jogador          | Melhor Jogador | Melhor Jogador |
| ----------------------- | -------------- | -------------- |
| Anderson ( Corinthians) |                |                |
| Artilheiro              |                |                |
| Alan ( Santos)          |                |                |
|                         |                |                |
| Melhor Goleiro          |                |                |
| Mão ( Corinthians)      |                |                |